# Phymorhynchus cingulatus
Phymorhynchus cingulatus é uma espécie de gastrópode do gênero Phymorhynchus, pertencente a família Raphitomidae.